# Ван Ваньюй
Ван Ванью́й, или Клэр Ван  (кит. трад. 王婉諭, пиньинь Wáng Wǎnyù, хокло Ông Ôn-gio̍k; род. 26 апреля 1979), — политическая деятельница Китайской Республики (Тайвань). Председательница партии «Новая сила» (НСП) с 2023 года.

## Ранние годы
Гао родилась 26 апреля 1979 года в Мяоли. Она училась в Тайбэйской муниципальной профессионально-технической школе, расположенной в районе Даань города Тайбэй Китайской Республики, затем поступила в Национальный технологический институт Хувэй на факультет авиационной техники.

## Карьера
1 марта 2023 года Ван Ваньюй была избрана председательницей партии. Она стала третьей женщиной-председателем партии.

## Личная жизнь
Она является матерью двух дочерей.